# Port lotniczy Aasiaat
Port lotniczy Aasiaat – port lotniczy położony w Aasiaat na Grenlandii.

## Kierunki lotów i linie lotnicze
| Linia lotnicza | Kierunek |
| -------------- | --- |
| Air Greenland  | 1. Ilulissat 2. Kangerlussuaq 3. Nuuk 4. Sisimiut Sezonowo: 1. Akunnaaq 2. Attu 3. Kangaatsiaq 4. Kitsissuarsuit 5. Niaqornaarsuk 6. Qasigiannguit 7. Qeqertarsuaq |